# Clytus rhamni
Clytus rhamni är en skalbaggsart som beskrevs av Ernst Friedrich Germar 1817. Clytus rhamni ingår i släktet Clytus, och familjen långhorningar. Arten har ej påträffats i Sverige.

## Bildgalleri

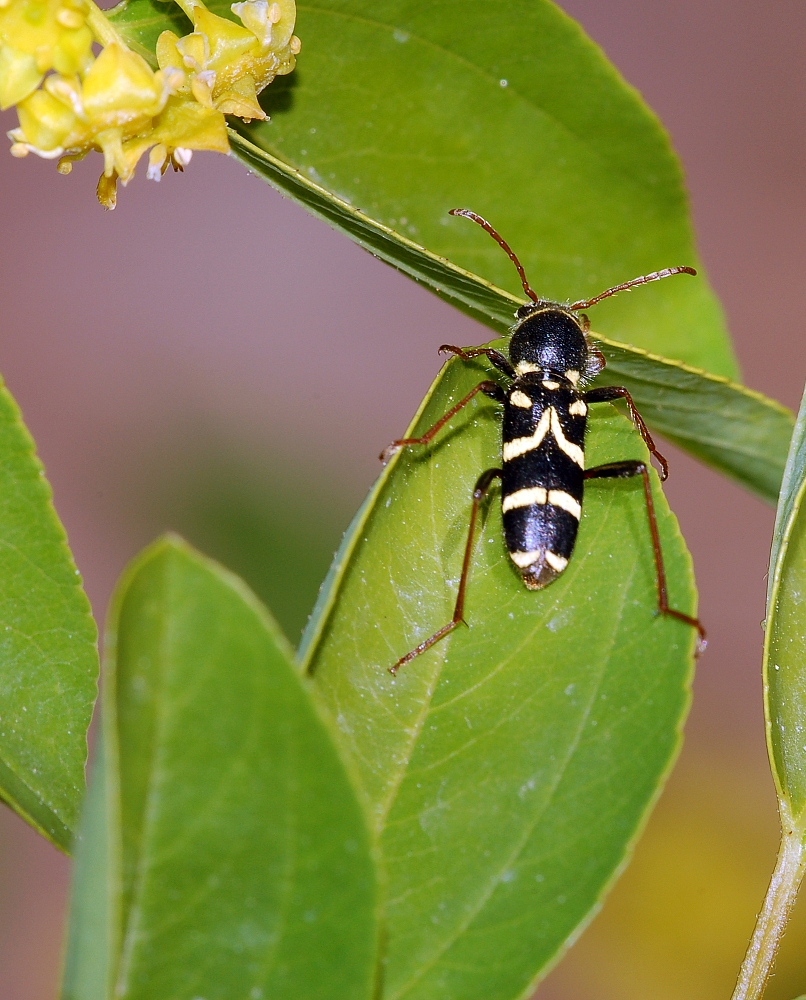
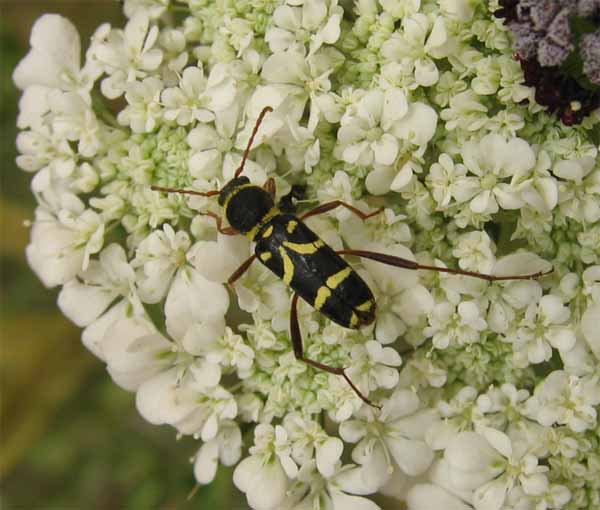
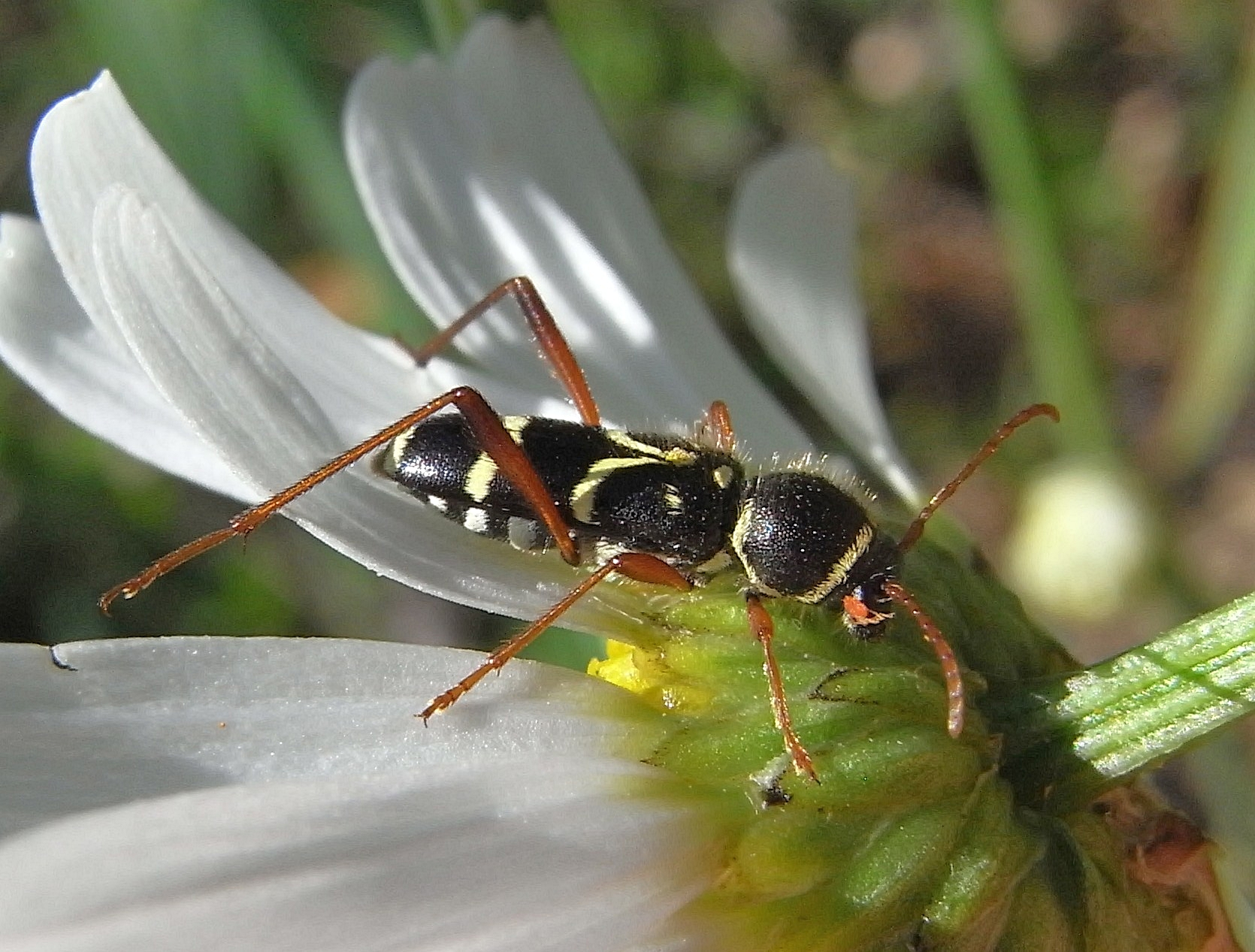